# Американский дьявол
Американский дьявол (англ. American Satan) — американский сверхъестественный музыкальный триллер 2017 года по сценарию Эша Эвилдсена и Мэтти Бекермана. Он был выпущен в кинотеатрах в пятницу, 13 октября 2017 года. Главные роли в фильме сыграли Энди Бирсак, Бен Брюс, Дрейк Белл, Дениз Ричардс, Малкольм Макдауэлл, Бубу Стюарт и Тори Блэк. Этот фильм стал последней ролью Ларри Кинга в кино перед его смертью 23 января 2021 года.

## Сюжет
The Relentless — амбициозная рок-группа. Участники группы из Англии и США переезжают в Лос-Анджелес, чтобы стать знаменитыми. Джонни Фауст жил в Колумбусе, штат Огайо, со своей матерью и девушкой Гретхен. После переезда в Лос-Анджелес группа проводит прослушивание на басиста и выбирает девушку по имени Лили. На выходе из винного магазина некоторые из участников встречают бездомного мужчину, который говорит им полагаться на то, что они чувствуют, а не на то, что видят. Несколько мгновений спустя к группе обращается другой человек, который намекает на то, что он дьявол и может сделать их знаменитыми, если те принесут в жертву человека. Лили рассказывает Джонни, что её бывший коллега по группе Дамьен изнасиловал её в ночь, когда она покинула группу. Джонни узнает, что его мать больна раком груди и не может позволить себе лечение. Дамьен оскорбляет мать Джонни, поэтому группа решает принести Дамьена в жертву. Они запирают его в фургоне и поджигают, но Джонни одумывается и выпускает Дамьена. Дамьен перелезает через электрический забор и умирает от поражения электрическим током.
The Relentless заключают контракт на запись и записывают альбом под названием American Satan (Американский дьявол). Затем они едут в тур. В Канзасе драка в баре приводит к смерти мужчины, а Джонни арестовывают. Он предстает перед судом и признаётся оправданным. Это вдохновляет фанатов The Relentless противостоять своим обидчикам, что приводит к большему количеству смертей, вину за которые возложили на группу.
Джонни и Гретхен стараются поддерживать отношения на расстоянии, но всё осложнилось, когда Джонни и Лили переспали. В то же время Рики погибает от передозировки кокаином. Это приводит к тому, что Лео начинает злоупотреблять алкоголем и таблетками. Гретхен бросает Джонни, и он подсаживается на героин и спит с Лили, чтобы попытаться справиться с разрывом. Мать фанатки заставляет Джонни лишить девственности её дочь-подростка. Он соглашается, а Дилан занимается сексом с её матерью. Позже они узнают, что из-за этого покончил с собой отец девочки. Джонни получает передозировку героином и почти умирает, но его реанимирует парамедик — бездомный, с которым группа столкнулась у винного магазина. Джонни проходит реабилитацию. Лили отказывается её проходить и исчезает. Американский дьявол получает положительные отзывы и возглавляет музыкальные чарты. Группа даёт больше концертов, многие восхищаются ей, но появляется и много негативной реакции, что практически привело к их уходу из музыкальной индустрии.
Группа становится успешной. Мать Джонни излечивается от рака, который перешёл в стадию ремиссии. Джонни безрезультатно пытается восстановить отношения с Гретхен. The Relentless дают концерт на музыкальном фестивале, но Дьявол говорит, что они должны убить человека во время своего выступления, хотя он намеревается сделать так, чтобы это выглядело как часть концерта. В ночь концерта возвращается Лили. Мгновение спустя Дьявол появляется в образе нового парня матери Джонни, и когда группа выходит на сцену и выступает, Джонни берет пистолет и сначала приставляет его к своей голове, но затем стреляет в Дьявола. Его арестовывают. В тюрьме Джонни навещает архангел Гавриил — тот бездомный мужчина. Он говорит Джонни, что тот может выбирать своё будущее и должен руководствоваться своими чувствами. Джонни также навещает Гретхен и говорит, что всё ещё любит его. Она приводит с собой адвоката, отца Дамьена. Адвокат отвлекает Джонни на формальности.

## Актёрский состав
- Энди Бирсак — Джонни Фауст, вокалист группы The Relentless. Голос Джонни в песнях принадлежит вокалисту группы Palaye Royale Ремингтону Лэйту
- Малкольм Макдауэлл — Мистер Козерог
- Джон Брэдли — Рикки Роллинс, менеджер The Relentless
- Бубу Стюарт — Вик Лакота, один из двух гитаристов The Relentless. Гитарные партии исполняет Ли Маккинни из группы Born of Osiris
- Марк Бун младший — Элиас Коллинз, владелец/директор студии Akkadian Records
- Бен Брюс — Лео Донован, один из двух гитаристов The Relentless
- Джесси Салливан — Лили Мэйфлауер, басс-гитаристка The Relentless
- Оливия Калпо — Гретхен, девушка Джонни
- Себастьян Грегори — Дилан Джеймс, барабанщик The Relentless
- Билл Голдберг — Хоук, тур менеджер The Relentless
- Ларри Кинг — самого себя
- Билл Дьюк — архангел Гавриил
- Дениз Ричардс — миссис Фауст, мать Джонни
- Дрейк Белл — Дамьен Коллинз, член и лидер группы под названием Damien’s Inferno
- Тори Блэк — Кассандра

## Реакция
Согласно агрегатору рецензий Rotten Tomatoes, рейтинг одобрения фильма составил 75 %, на основании отзывов восьми критиков, со средней оценкой 8/10.
American Satan is a film it might take time for fans to discover but it will more than likely get a following in the next few years.Эмили Блэк
Эмили Блэк из Cinema Crazed дала фильму 4 балла из 5 и написала: «Американский дьявол — это фильм, которому нужно время, чтобы обрести фанатов, но в ближайшие несколько лет у него, скорее всего, появятся поклонники». Бобби ЛеПайр из издания Film ThreatFilm Threat поставил фильму пятерку с минусом и написал: «Американский дьявол не уделяет достаточно времени одним из самых ключевых взаимодействий в фильме, чтобы они сработали. Но актёрская игра отличная, постановка стилизованная и энергичная, персонажи интересные, финал запоминающийся».
American Satan doesn't put enough time toward one of the most crucial relationships in the movie for it to work. But the acting is excellent, the directing is stylized and energetic, the characters are interesting, the ending is remarkable.Бобби ЛеПайр
"In the space of 90 minutes, it captures some of the worst acting ever committed to film..."Кейтлин Тиффани
Кейтлин Тиффани из The Verge дала отрицательный отзыв: «В этих 90 минутах показана одна из худших актёрских игр, когда-либо снятой в фильмах …», заявив, что у Энди Бирсака нет вообще никаких актёрских способностей.

## Paradise City
Сериал Paradise City («Райский город») был заявлен как продолжение фильма. Энди Бирсак и Бен Брюс вместе с другими актёрами вернулись на свои роли. Скончавшийся актёр Кэмерон Бойс появляется в сериале в роли Саймона. Келлин Куинн из группы Sleeping With Sirens также должен появиться в шоу, как и Рэнди Блайт из Lamb of God и Сид Уилсон из Slipknot.
Первый сезон сериала состоит из восьми серий. 1 мая был выпущен тизер, а официальный трейлер был размещен на YouTube-канале Sumerian Records 10 декабря 2020 г. Сериал был выпущен на Prime Video 25 марта 2021 года, но также доступен для покупки на других платформах.